# چارلز برایانت (هنرپیشه)
چارلز برایانت (انگلیسی: Charles Bryant؛ ۸ ژانویهٔ ۱۸۷۹ – ۷ اوت ۱۹۴۸) یک هنرپیشه، و کارگردان فیلم اهل بریتانیا بود.

## فیلم‌شناسی
- سالومه (فیلم ۱۹۲۳)